# 詹鍈
詹鍈（1916年6月29日—1998年12月6日），字振文。曾任河北大學古籍整理研究所所長、國務院古籍規劃出版小組成員、中國唐代文學學會顧問、中國李白研究會會長、名譽會長、中國古代文學理論學會的第二届、第三届理事、文心雕龍學會常務理事、河北省政協委員、河北省語言文字工作委員會主任等職。主要研究心理學、唐代詩詞和《文心雕龍》。

## 生平
1916年5月生於山東聊城。不满五歲入私塾。12歲時以同等學歷考入中學。1934年考入北京大學歷史系，二年级轉入中文系。七七事變後，随校南遷，於國立西南聯合大學繼續學業。1938年畢業後，先後任西南聯大助教、浙江大學講师、國立白沙女子师範學院副教授、安徽大學教授、山東師範學院教授國文系主任等職。1948年，去美國留學。先在南加州大學就讀比较文學，第二學期起轉讀教育心理學，後取得教育心理學碩士學位。1950年9月，轉學至哥倫比亚大學，攻讀心理學，1953年獲哥倫比亚大學師範學院心理學博士學位。同年，不顧美國移民局阻挠下回到中國。1954年，到天津师範學院任心理學副教授。著有《巴甫洛夫心理學觀點的歷史探讨》、《巴甫洛夫對心理活動和心理學的看法》、《從心理學的對象看心理學的科學性質》等論文。1961年改入中文系教古典文學。在文革期間，他被指爲 “資産階級學術權威”而受批判和抄家，及被當做 “牛鬼蛇神”而關入牛棚一年。1995年患心力衰竭兼肺炎，歷時七個月勉强出院，10月又重新入院，1996年4月又出院。1998年12月16日病逝於天津。

## 著作
心理學：
- 蘇聯魯季克《心理學》（Руаик）（和他人合譯）

古典文學：
- 《劉勰與〈文心雕龍〉》（1980年）
- 《〈文心雕龍〉義證》（1989年）
- 《〈文心雕龍〉的風格學》